# Mochlus guineensis
Espèce
Synonymes
- Euprepes guineensis Peters, 1879
- Lygosoma guineensis (Peters, 1879)

Statut de conservation UICN

 LC  : Préoccupation mineure
Mochlus guineensis est une espèce de sauriens de la famille des Scincidae.

## Répartition
Cette espèce se rencontre en Guinée, en Côte d'Ivoire, au Ghana, au Togo, au Bénin, au Nigeria, au Cameroun et en Ouganda. Sa présence est incertaine en République centrafricaine et en République démocratique du Congo.

## Étymologie
Son nom d'espèce, composé de guine et du suffixe latin -ensis, « qui vit dans, qui habite », lui a été donné en référence au lieu de sa découverte : la Guinée.

## Publication originale
- Peters, 1879 : Über neue Amphibien des Kgl. zoologischen Museums (Euprepes, Acontias, Typhlops, Zamenis, Spilotes, Oedipus). Monatsberichte der Königlichen Preussischen Akademie der Wissenschaften zu Berlin, vol. 1879, p. 773-779 (texte intégral).